# Zagonsko podjetje
Zagonsko podjetje (ang. startup) je novoustanovljeno podjetje z inovativno poslovno idejo in/ali inovativnim produktom, z dobro zasnovano poslovno strategijo in upanjem na visok zaslužek.

## Definicija zagonskega podjetja
Obstaja več razlag, kaj zagonsko podjetje pravzaprav je. Blank in Dorf (2012) pravita, da je zagonsko podjetje organizacija, ki išče učinkovit ponovljiv in razširljiv poslovni model. Vsako novoustanovljeno podjetje ni hkrati tudi zagonsko podjetje. Zagonska podjetja se od drugih podjetij razlikujejo po tem, da raziskujejo nove poslovne modele in poskušajo prodreti na povsem nova tržišča. Za primer lahko vzamemo novoustanovljeno gradbeno podjetje ter podjetje, ki ponuja novo spletno storitev. Gradbeno podjetje ni zagonsko, kljub temu, da je novo, ker se ukvarja s storitvami, ki jih nudijo tudi številna druga podjetja. Podjetje, ki ponuja spletno storitev, pa je zagonsko, saj ponuja nekaj povsem novega.
Zagonska podjetja so pogosto zmotno definirana kot majhna, v primerjavi z večjimi in že uveljavljenimi podjetji. Ta primerjava ne drži. Zagonsko podjetje je začasna organizacija, ki še išče specifičen poslovni model, saj je še v procesu raziskovanja trga in ugotavljanja kakšno storitev bo ponujala ter na kakšen način. Uveljavljena podjetja pa so trajne organizacije, ki imajo dobro izdelan, jasen, preverjen, stabilen, ponovljiv in razširljiv poslovni model. Steve Blank pravi, da zagonska podjetja gradijo na neuspehih in ugotavljajo, kaj deluje in kaj ne, dokler ne pridejo do nekega učinkovitega poslovnega modela s potencialom za veliko in hitro rast.
Paul Graham (2012) zagonska podjetja definira kot podjetja, ki so ustvarjena s potencialom za hitro rast. Kot primer navaja podjetje Google ter običajno brivnico. Obe podjetji ponujata določeno storitev, a brivnica nima potenciala za zelo hitro rast, medtem ko ga spletni iskalnik ima. Da je podjetje zagonsko, mora imeti dve lastnosti: 1. ponujati mora storitev, ki si je želi veliko število ljudi in 2. imeti mora način, da doseže vse te ljudi in jim nudi želeno storitev. Google ima obe lasnosti, običajna brivnica pa nima druge lastnosti, saj večina ljudi hodi k frizerju, ki jim je najbližje, zato brivnica nima potenciala za veliko in hitro rast.

## Razvoj
Eden ključnih prvih korakov v razvoju zagonskega podjetja, je raziskava trga. Podjetje mora preveriti kakšno je trenutno stanje trga na področju, kjer se želi uveljaviti. Glede na ugotovitve, podjetje naprej razvija svoje ideje in poslovne koncepte ter preverja svoj komercialni potencial. Zagonsko podjetje ima lahko neko izhodiščno idejo, za katero mora potem najti ustrezen poslovni model, ali pa začne s poslovnim modelom in kasneje izbere, kakšno storitev bodo nudili, po tem, ko raziščejo trg. Podjetje ni več definirano kot zagonsko, ko doseže določene mejnike. Primer bi bil, da podjetje javno ponudi svoje delnice za nakup, ali pa, da se združi z drugim podjetjem, da ga kupi neko drugo podjetje... Najpogostejši razlog, da podjetje preneha biti zagonsko, je da propade. Potencialne investitorje zagonska podjetja privlačijo zato, ker v primeru uspeha, obljubljajo velik dobiček. Gre za oceno razmerja med visokim tveganjem in potencialno velikim profitom, glede na začetno investicijo. Prednost zagonskih podjetij je tudi v tem, da lahko relativno majhna finančna investicija pomeni hitro in veliko rast podjetja. Zagonska podjetja so lahko financirana na več načinov. Sredstva lahko dobijo od podjetij, ki se ukvarjajo s tveganim kapitalom, ali pa od investitorjev, ki priskrbijo začetni kapital, v zameno za delež lastništva podjetja. V največjem številu primerov za začetno financiranje poskrbijo sami ustanovitelji zagonskega podjetja. V zadnjih letih postaja vse bolj priljubljeno tudi skupinsko financiranje (»crowdfunding«).

## Poslovna partnerstva
Zagonska podjetja se morajo po navadi povezati z drugimi, že uveljavljenimi podjetji, da lahko začnejo izvajati svoj poslovni načrt, saj potrebujejo pomoč s financiranjem in zveze na določenem tržišču. Preden se povežejo z drugimi podjetji, morajo najprej uskladiti svoj način upravljanja in izdelke, s trenutno situacijo na trgu. Kask in Linton sta predlagala dva različna modela, ki jih zagonsko podjetje lahko prevzame. Prvi profil se imenuje Dedič. Pri njem gre za to, da je način upravljanja podjetja bolj konservativen in tradicionalen, izdelek pa gradi na že uveljavljenih standardih. Tak profil bo uspešen na področju, kjer že obstaja neka prevladujoča oblika in zvrst izdelkov. Drugi profil se imenuje Inovator. Pri tem profilu pa gre za to, da sta način upravljanja podjetja ter izdelek nekaj povsem novega oz. radikalnega. Podjetje s tem profilom bo lažje našlo poslovne partnerje na področju, kjer še ni uveljavljenih nekih prevladujočih standardov.

## Investiranje
Načini investiranja v zagonska podjetja so se tekom let zelo spremenili. Vlaganje v nenadzorovana mala podjetja, naj bi bil eden od razlogov za zlom borze leta 1929 in posledično Veliko gospodarsko krizo. Posledično ljudje po ekonomski krizi niso hoteli več investirati v nepoznana in tvegana podjetja, zato so bili v tistih časih glavni investitorji prijatelji in sorodniki poslovnežov, ki so odpirali zagonska podjetja. Kasneje se je ta mentaliteta nekoliko spremenila, zato so začela podjetja spet bolj javno oglaševati možnosti za investiranje.

### Investicijske faze
Investitorji lahko finančna sredstva vlagajo v več različnih fazah. V prvi fazi se podjetje šele vzpostavlja, njihov produkt oz. storitev pa še ni izdelana oz. je na stopnji prototipa. V tej fazi sredstva investirajo angelski investitorji, ustanovitelji, njihovi prijatelji... V naslednji fazi podjetje začne obratovati in poskuša pridobiti sredstva od podjetij, ki se ukvarjajo s tveganim kapitalom. V naslednjih treh fazah bodo denar vlagala tudi zasebna kapitalska podjetja, zadnjo fazo pa predstavlja prva javna ponudba delnic. Pogosto pride do težav, ko podjetja porabijo ves denar, ki so ga prejela v eni fazi, preden pridejo do naslednje. Če tega denarja ne morejo nadomestit, to pogosto pripelje do njihovega propada. Do tega pogosto pride, ker podjetja še niso našla pravega načina, kako služiti s svojo storitvijo oz. izdelkom in ker najemajo preveč luksuzne prostore, ki si jih realno še ne morejo privoščiti. Eden glavnih faktorjev je tudi vse večja konkurenca, saj se v zadnjih letih močno povečuje število zagonskih podjetij. Za primer lahko vzamemo Slovenijo. V zadnjem letu so slovenska zagonska podjetja od investitorjev zbrala več finančnih sredstev, kot vsa prejšnja leta skupaj. Tako lahko vidimo, da to poslovno področje eksponentno raste.

### Spletno investiranje
Ker je zbiranje finančnih sredstev zelo težaven in zamuden proces, postaja vse bolj priljubljeno spletno investiranje. S tem, ko se je poslovanje premaknilo na splet, lahko zagonsko podjetje lažje in hitreje dostopa do investiranega denarja. Splet je igral odločilno vlogo tudi pri množičnem investiranju. Številna zagonska podjetja so se za financiranje namesto na banke in večja podjetja, obrnila neposredno na kupce oz. porabnike storitev. Ljudem so omogočila, da investirajo že v najzgodnejših fazah in sodelujejo pri samem procesu, ali pa dobijo kaj v zameno. Glaven primer je spletna platforma Kickstarter, kjer lahko kdorkoli ustvari projekt in ga predstavi javnosti, v upanju na pridobitev čim več investitorjev. Ti v zameno za podporo prejmejo različne ugodnosti. Slovenska zagonska podjetja so s pomočjo skupinskega financiranja med letoma 2007 in 2013 zbrala okrog 53 milijonov evrov.

## Kultura zagonskih podjetij
Številna zagonska podjetja poskušajo ustvariti spročeno delovno vzdušje, ki naj bi omogočalo bolj učinkovito in inovativno delo. Podjetja kot so Facebook in Google so s tovrstnim pristopom nadaljevala tudi, ko so prerasla fazo zagonskega podjetja in se uveljavila. Ta podjetja uslužbencem dovoljujejo, da si pisarno uredijo po želji. Običajno so pisarniški prostori zelo odprti, povezani ter inovativni. Predvsem Google je znan po svojih domiselnih pisarnah. Nekatere izmed njihovih pisarn so oblikovane kot zabaviščni park, pragozd... Pisarne vključujejo tudi viseče mreže, video igre, kino dvorane, tobogane, tematske restavracije in še več. Uslužbenci lahko s seboj pripeljejo hišne ljubljenčke, po pisarni pa se lahko prevažajo s službenimi skiroji. Seveda si zagonska podjetja v prvih fazah svojega delovanja takšnega luksuza ne morejo privoščiti, vseeno pa je ta sproščenost in inovativnost nekaj, k čemur stremijo.  Takšne ugodnosti uporabljajo kot enega glavnih faktorjev za privabljanje novih uslužbencev, kar jim omogoča večjo rast.